# Celebrity Bromance
Celebrity Bromance (hangul: 꽃미남 브로맨스, también conocida como Kkonminam beuromaenseu y Flower Boy Bromance), es un espectáculo de variedades de Corea del Sur estrenado el 4 de febrero de 2016 por la Naver MBig TV.

## Historia
El programa sigue a dos celebridades y retrata la verdadera amistad que existe entre ellos mientras pasan el día.

## Miembros

### Participantes
| Nombre                                | Ocupación                                                                                 | Episodios donde aparecen | Duración |
| ------------------------------------- | ----------------------------------------------------------------------------------------- | ------------------------ | -------- |
| V Kim Min-jae                         | Cantante / Miembro de BTS Actor                                                           | 1 - 4, 30 (especial)     | 2016     |
| Choi Tae-joon Zico                    | Actor Rapero / Miembro de Block B                                                         | 5 - 8                    | 2016     |
| Park Hyung-sik Kim Ryeowook           | Cantante / Miembro de ZE:A Cantante / Miembro de Super Junior                             | 9 - 12                   | 2016     |
| Ji Soo Nam Joo-hyuk                   | Actor                                                                                     | 13 - 18                  | 2016     |
| Jackson Jooheon                       | Cantante / Miembro de Got7 Rapero / Miembro de Monsta X                                   | 19 - 24                  | 2016     |
| L Kim Min-seok                        | Cantante / Miembro de Infinite Actor                                                      | 25 - 29                  | 2016     |
| N Lee Won-keun                        | Cantante / Miembro de VIXX Actor                                                          | 31 - 34                  | 2016     |
| Jungkook Lee Min-woo                  | Cantante / Miembro de BTS Cantante / Miembro de Shinhwa                                   | 35 - 39                  | 2016     |
| Jung Joon-young Roy Kim               | Cantante                                                                                  | 40 - 43                  | 2016     |
| Jackson Ahn Hyo-seop                  | Cantante / Miembro de Got7 Actor                                                          | (especial de Chuseok)    | 2016     |
| Park Kyung Kim Ji-seok                | Cantante / Miembro de Block B Actor                                                       | 44 - 47                  | 2016     |
| Gongchan Hongbin                      | Cantante / Miembro de B1A4 Cantante / Miembro de VIXX                                     | 48 - 51                  | 2016     |
| JB Yoo Young-jae                      | Cantante / Miembro de Got7 Cantante / Miembro de B.A.P                                    | 52 - 56                  | 2016     |
| Yook Sung-jae Jo Youngmin Jo Kwangmin | Cantante/ Miembro de BtoB Cantante / Miembro de BOYFRIEND Cantante / Miembro de BOYFRIEND | 57 - 61                  | 2017     |
| Son Dong-woon Lee Gi-kwang            | Cantante / Miembro de Highlight Cantante / Miembro de Highlight                           | 62 - 63                  | 2017     |

### Artistas invitados
Durante algunos episodios, el programa ha tenido como invitados a varios artistas, quienes son amigos de las celebridades y miembros de sus grupos, entre ellos:
| Nombre                    | Ocupación                                                                        | N.º de episodios | Episodio donde aparecieron | Duración |
| ------------------------- | -------------------------------------------------------------------------------- | ---------------- | -------------------------- | -------- |
| J-Hope Rap Monster        | Rapero / Miembro de BTS Rapero / Miembro de BTS                                  | 1                | 4                          | 2016     |
| Eddy Kim Jung Joon-young  | Cantante                                                                         | 1                | 8                          | 2016     |
| Kangin Hwang Kwanghee     | Cantante / Miembro de Super Junior Cantante / Miembro de ZE:A                    | 1                | 12                         | 2016     |
| Mark BamBam Jinyoung      | Cantante / Miembro de Got7 Cantante / Miembro de Got7 Cantante / Miembro de Got7 | 1                | 24                         | 2016     |
| Jung Eun-ji               | Cantante / Miembro de A Pink                                                     | 1                | 34                         | 2016     |
| Jimin Jin                 | Cantante / Miembro de BTS Cantante / Miembro de BTS                              | 1                | 39                         | 2016     |
| Tak Jae-hoon Lee Jae-hoon | Cantante Actor                                                                   | 1                | (especial de Chuseok)      | 2016     |
| No Joo-hyun Lee Young-ha  | Actor                                                                            | 1                | (especial de Chuseok)      | 2016     |

## Episodios
La serie transmitió un episodio especial durante el Chuseok del 2016 donde participaron Jackson Wang y Ahn Hyo-seop, junto a otras celebridades.
Los episodios están disponibles en "Naver TVCast" y en Youtube cada martes a las 11pm KST (hora estándar de Corea).

## Producción
El programa es dirigido por Hwang Ji-yeong y cuenta con el apoyo del escritor Lee Kyung-ha.
El programa es grabado al estilo "paparazzi" (a distancia de las celebridades), para permitirles sentirse menos abrumados por las cámaras.